# Taunusstein
Taunusstein település Németországban, Hessen tartományban. Lakosainak száma 30 820 fő (2023. december 31.). Taunusstein Hohenstein (Untertaunus), Schlangenbad, Niedernhausen, Idstein, Hünstetten és Bad Schwalbach községekkel határos.

## Népesség
A település népességének változása:
| Lakosok száma | 29 746 | 30 005 | 30 221 | 30 810 | 30 820 |
|               | 2017   | 2019   | 2021   | 2022   | 2023   |